# Do You Remember?
"Do You Remember?" é um single do cantor australiano Darren Hayes, lançado em março de 2022. A música marcou as celebrações do aniversário de 25 anos de seu primeiro sucesso, com a banda Savage Garden, junto com o anúncio de uma turnê de mesmo nome.

## Composição
A música foi composta e produzida por Darren, em seu estúdio pessoal na Califórnia, Estados Unidos. A letra fala sobre uma noite em uma discoteca no final dos anos 90 na qual ele se apaixonou.
A faixa tem forte influência musical do synth-pop dos anos 80, com baterias eletrônicas e sintetizadores.

## Lançamento
O single foi lançado mundialmente por download digital e streaming em 9 de março de 2022. O videoclipe da música foi divulgado uma semana depois, no site oficial do cantor e via seu canal oficial no YouTube.

## Videoclipe
O clipe foi gravado nos Estados Unidos e conta com a participação dos atores Jake Delaney e Madeleine Coghlan, que também participou do vídeo anterior de Darren. Foi roteirizado e dirigido por ele e a atriz, sendo produzido por Matthew Rowbottom.
O teledisco de 7 minutos traz um grupo de amigos combinando por telefone uma ída a uma discoteca fictícia chamada Club U Wish, na qual uma série de acontecimentos se desenrolam.

## Single Digital
- Internacional

1. "Do You Remember?" - 5:50
2. "Do You Remember?" (Edit) - 4:00

- 12 Inch (Compacto duplo)

1. "Do You Remember?" (12 Inch Extended Mix) - 9:05
2. "Do You Remember?" (1985 Version) - 4:14

## Paradas musicais
O single entrou nas paradas digitais de diversos países, notavelmente na Austrália e Holanda, onde atingiu o Top 50 na lista de vendas da iTunes Store, no dia do lançamento.
| Parada semanal (2022)    | Posição |
| ------------------------ | ------- |
| Austrália iTunes Top 100 | 73      |
| Holanda iTunes Top 100   | 63      |
| Hungria iTunes Top 100   | 59      |

| iTunes Charts (2022)               | Posição |
| ---------------------------------- | ------- |
| Austrália (iTunes Top 100 Pop)     | 51      |
| Holanda (iTunes Top 100 Pop)       | 52      |
| Reino Unido (iTunes Top 100 Pop)   | 63      |
| África do Sul (iTunes Top 100 Pop) | 78      |
| Hungria (iTunes Top 100 Pop)       | 85      |